# 村川梨衣・大坪由佳のムラツボ研究所
『村川梨衣・大坪由佳のムラツボ研究所』（むらかわりえ・おおつぼゆかのむらつぼけんきゅうじょ）は、2015年4月5日から2016年3月27日まで文化放送・超!A&G+で放送されていたラジオ番組。パーソナリティは村川梨衣と大坪由佳 。
セガネットワークスアワー公式サイトで配信中の動画番組『動く! ムラツボ研究所』についても記述。

## 番組概要
2015年4月5日に放送がスタート。スマートフォンゲームなどを手掛ける『セガネットワークス』（セガゲームス セガネットワークスカンパニー）の魅力を伝え、様々な研究をする番組。2014年から放送されている『チェンクロラジオ』と合わせて1時間が『セガネットワークスアワー』となり、この番組はその前半30分を担当した。2016年4月改編で『セガネットワークスアワー』が『せがあぷラジオ』としてリニューアルされる事に伴い、2016年3月27日で放送終了。当番組は『せがあぷラジオ』内のコーナー番組「ムラツボ研究室」（ムラツボけんきゅうしつ）として引き続き放送された。

### 放送時間
2015年4月5日 - 2016年3月27日
- 文化放送：毎週日曜日 21:00 - 21:30
- 超!A&G+：毎週日曜日 26:00 - 26:30
- セガネットワークスアワー公式サイト：アーカイブ配信

### パーソナリティ
- 村川梨衣
- 大坪由佳

### オープニングテーマ
「ぶれいくるーる」（第28回 - 第52回）
作詞・作曲・編曲 - 鈴木裕明 / 歌 - ムラツボ研究所（村川梨衣、大坪由佳）

## コーナー
ふつおた
リスナーから送られた、ラジオの感想・意見を紹介するコーナー。
シュミリエション!
リスナーから募集したお題を元に、色々な研究をシュミレーションして、研究結果を報告するコーナー。
お試した結果…www
リスナーが自主的に研究したことを募集し、紹介するコーナー。
何か質問ある人〜!
研究者であるパーソナリティ2人がリスナーからの質問メッセージに答えるコーナー。
セガラボ
セガネットワークスの いち押しスマホゲームをパーソナリティ2人が独自の観点で研究していくコーナー。

## ゲスト
- 第8回（2015年5月24日） - 相坂優歌、高橋李依
- 第9回（2015年5月31日） - 石原舞、生田善子
- 第10回（2015年6月7日）・第11回（2015年6月14日） - 内田彩[6]
- 第14回（2015年7月5日）・第15回（2015年7月12日） - 井上麻里奈
- 第29回（2015年10月18日） - 緑川光、今井麻美、内田彩[7]
- 第38回（2015年12月20日） - 豊永利行
- 第47回（2016年2月21日） - 畠中祐

## エピソード
- パーソナリティのキャスティングは、多数の候補の中から村川と大坪にすんなり決まったという。番組スタッフは「2人による番組イメージも沸きましたし、りえしょん（村川）はチェンクロとアトリエコラボ（エスカ役）の際にとても告知に協力的だったのです。そういうのを大事にしてます。」と語っている[8]。

- 姉妹番組『緑川光・今井麻美・内田彩のチェンクロラジオ』のパーソナリティである今井麻美と内田彩が考案したゲーム武器が「チェインクロニクル〜絆の新大陸〜」で採用された事を受け、当番組においてもオリジナル武器が採用される事を願い、来たるべき日に備えてパーソナリティ2人が第7回（2015年5月17日）にて武器をデザインした[9][10]。当案が採用されることとなり、村川考案「特製うな銃」大坪考案「バウムクーヘンの杖」（今井考案「打たって」内田考案「アップルミント」緑川光考案「グリーンリバーライト」）が、2015年10月に開催された公開録音の参加者100人限定で配布され[11]、同年12月に発売されたキャラクターソングアルバム『ソングス・オブ・チェインクロニクル』の封入特典においても配布された[12]。

- 2015年12月6日に開催された『セガネットワークス ファン感謝祭2015』の「第4回チェンクロバトルロワイヤル」にて、当番組から村川と大坪がゲスト出演した[13]。

- 第40回（2016年1月3日）の「セガラボ」コーナーにて、「アンジュ・ヴィエルジュ 〜第2風紀委員 ガールズバトル〜」の7連ガチャを使用して村川と大坪が運試しをする事になり、より運の良いパーソナリティが当番組の「所長」になる事を大坪が提案し、実行された。結果は、村川がSR等を引いて運試し勝負に勝ち、所長に就任した。

## イベント
セガネットワークスアワー合同公開録音 in 東京スカイツリー
- 開催日 - 2015年10月10日
- 会場 - 東京スカイツリータウン スカイアリーナ
- 『村川梨衣・大坪由佳のムラツボ研究所』『緑川光・今井麻美・内田彩のチェンクロラジオ』による合同公開録音[14]

## 動く! ムラツボ研究所
セガネットワークスアワー公式サイトにて配信されていた動画番組。全26回。セガネットワークスの様々なゲームを研究し、2人が実際にプレイする。

### 配信日
2015年4月10日 - 2016年3月25日
- セガネットワークスアワー公式サイト：隔週金曜日アーカイブ配信

### プレイゲーム
- チェインクロニクル〜絆の新大陸〜：第1回・第10回・第11回・第12回・第16回・第17回・第18回・第21回
- スカッズ 〜最凶の絆〜：第2回
- オルタンシア・サーガ -蒼の騎士団-：第3回・第24回・第26回
- モンスターギア：第4回
- ケイオスドラゴン 混沌戦争：第7回・第8回・第9回
- 夢色キャスト：第13回・第14回・第15回・第20回・第25回
- ぷよぷよ!!タッチ：第19回
- サンリオキャラクターズ ファンタジーシアター：第22回・第23回

### ゲスト
- 第5回（2015年6月5日）・第6回（2015年6月19日） - 相坂優歌、石原舞、高橋李依、生田善子
- 第20回（2016年1月1日） - 豊永利行

## 雑誌
- 声優グランプリ 2015年12月号 P128 - 『セガネットワークスアワー合同公開録音』レポート（2015年11月10日発売）
- 声優アニメディア 2016年1月号 P76～P77 - 『ソングス・オブ・チェインクロニクル』（2015年12月10日発売）